# Радња (књижевност)
У књижевности, радња је низ међусобно повезаних догађаја у простору и времену. Радња уноси динамику у приказани свет, омогућава деловање и испољавање ликова и чини приповедање напетим и занимљивим.
Носиоци радње су главни ликови, протагонисти. Споредне илити епизодне радње остварују се у посебним целинама које се називају епизодама. Мање композиционе јединице, и јединице збивања, јесу ситуације — јединице приповедне целине у којима делује један или више ликова. Даљим разлагањем ситуације долази се до мотива, као најмање композиционе јединице.
Радња се понекад успорава или зауставља тиме смирујући приповедање. Поступак успоравања или заустављања радње назива се ретардација. Средства ретардирања радње су најчешће описи, писма, документи, описи психолошког стања и монолози. Сваки догађај почиње, развија се, тече и завршава пролазећи кроз низ развојних стадијума које карактеришу како догађаје у реалном животу, тако и догађаје описане у књижевном делу. Те развојне фазе су експозиција, заплет, кулминација, перипетија и расплет.
Поред књижевне, постоје и позоришне и филмске радње.